# 朱祐楬
襄惠王朱祐楬（1502年—1535年），明朝追封襄恭王朱見淓的庶第一子，母次妃严氏。

## 生平
他初於嘉靖元年（1522年）受封陽山王。嘉靖三年（1524年）八月，明政府以襄康王朱祐櫍生病為由，委任朱祐楬管理襄府事。
朱祐楬在嘉靖十四年（1535年）去世，时年33岁，朝廷赐諡號榮康，而襄府事改由堂弟鎮寧安懿王朱祐檽管理。不過嘉靖十八年（1539年）朱祐檽就被褫奪管理襄府事的職務，由朱祐楬的庶一子朱厚熲取代為襄國宗理。六年後的1545年，朱厚熲才襲封陽山王。
嘉靖三十一年（1552年），子朱厚熲嗣封襄王，追封父亲朱祐楬為襄王，諡號惠。朱祐楬逝世後安葬于今谷城县茨河镇，其王坟神道在2019年出土。